# Stock sport ai IV Giochi olimpici invernali
Ai IV Giochi olimpici invernali del 1936 di Garmisch-Partenkirchen (Germania), vennero disputati tre tornei di stock sport, tutti maschili. Le competizioni ebbero lo status di sport dimostrativo e le medaglie assegnate non vennero computate nel totale delle medaglie olimpiche.

## Risultati

### Lancio a distanza
9 febbraio 1936
| Posizione | Atleta                 | Nazione        | Distanza |
| --------- | ---------------------- | -------------- | -------- |
| 1         | Georg Edenhauser       | Austria        | 154,6    |
| 2         | Friedrich Mosshammer   | Austria        | 145,0    |
| 3         | Ludwig Retzer          | Germania       | 144,6    |
| 4         | Ferdinand Erb          | Germania       | 140,0    |
| 5         | Anton Schaffernack     | Austria        | 139,8    |
| 6         | Max Pfeffer            | Germania       | 137,6    |
| 7         | Lorenz Kollmannsberger | Germania       | 127,6    |
| 8         | Karl Wolfinger         | Cecoslovacchia | 107,0    |
| 9         | August Ischepp         | Austria        | 102,0    |

### Lancio di precisione
10 febbraio 1936
| Posizione | Atleta            | Nazione        | Punteggi  | Totale |
| --------- | ----------------- | -------------- | --------- | ------ |
| 1         | Ignaz Reiterer    | Austria        | 1-0-9-0-5 | 15     |
| 2         | August Brunner    | Germania       | 0-0-0-0-9 | 9      |
| 3         | Karl Wolfinger    | Cecoslovacchia | 0-0-0-9-0 | 9      |
| 4         | Franz Lawugger    | Austria        | 0-0-9-0-0 | 9      |
| 5         | Josef Kalkschmid  | Austria        | 0-9-0-0-0 | 9      |
| 6         | Hans Moser        | Germania       | 0-0-0-5-0 | 5      |
| 7         | Josef Marx        | Austria        | 0-0-3-1-0 | 4      |
| 8         | Hans Bielmeier    | Germania       | 0-0-0-3-0 | 3      |
| 9         | Friedrich Arnhold | Cecoslovacchia | 0-0-0-1-0 | 1      |
| 10        | Hans Großmann     | Cecoslovacchia | 0-1-0-0-0 | 1      |

### Gara a squadre
9 febbraio 1936
| Posizione | Nazione           | Squadra   | Atleti                                                                              | Giochi  | Punti   | Totale |
| --------- | ----------------- | --------- | ----------------------------------------------------------------------------------- | ------- | ------- | ------ |
| 1         | Austria I         | Tirolo    | Wilhelm Silbermayr Anton Ritzl Otto Ritzl Wilhelm Pichler Rudolf Rainer             | 6:1     | 154:75  | 2,053  |
| 2         | Germania III      | Miesbach  | Georg Redel Ferdinand Erb Johann Eibach Josef Lenz Alois Dirnberger                 | 3,5:3,5 | 157:86  | 1,825  |
| 3         | Austria II        | Stiria    | Josef Hödl-Schlehofer Johann Mrakitsch Rudolf Wagner Friedrich Schieg Hubert Lögler | 6:1     | 141:90  | 1,567  |
| 4         | Germania II       | Straubing | Ludwig Holzer Franz-Xaver Bachl Hans Bielmeier Albert Karl Georg Kronfeldner        | 3:4     | 125:100 | 1,250  |
| 5         | Germania I        | Zwiesel   | Wolfgang Röck Jakob Eisch Max Pfeffer Kurt Pfeffer Hermann Fuchs                    | 3,5:3,5 | 95:119  | 0,798  |
| 6         | Austria III       | Carinzia  | Josef Hafner Isidor Waitschacher Josef Kleewein Paul Begrusch Josef Maierbrugger    | 3:4     | 111:142 | 0,782  |
| 7         | Cecoslovacchia I  |           | Karl Wolfinger Friedrich Brave Friedrich Feistner Friedrich Arnhold                 | 3:4     | 100:135 | 0,741  |
| 8         | Cecoslovacchia II |           | Hans Bernhardt Rudolf Kopal Hans Großmann Alfred Hein Otto Hanff                    | 0:6     | 62:198  | 0,313  |

## Medagliere per nazioni
| Pos | Nazione        | Oro | Argento | Bronzo | Totale |
| --- | -------------- | --- | ------- | ------ | ------ |
| 1   | Austria        | 3   | 1       | 1      | 5      |
| 2   | Germania       | 0   | 2       | 1      | 3      |
| 3   | Cecoslovacchia | 0   | 0       | 1      | 1      |